# Kokia
Акико Ёсида (яп. 吉田亜紀子 Ёсида Акико, ромадзи Akiko Yoshida; род. 22 июля 1976 года) — японско-французская певица, исполнительница собственных песен, выступающая под сценическим псевдонимом Кокиа (KOKIA). В Азии обрела популярность после выхода синглов «Аригато...» (яп. ありがとう..., рус. Спасибо...) и The Power of Smile (рус. Сила улыбки).
Она также часто выступает в Европе, в первую очередь во Франции, где выпускает музыку под лейблом Wasabi Records.
Кокиа также известна благодаря своей работе над музыкой для аниме и компьютерных игр. Самыми известными из них являются Ai no Melody для анимационного фильма Origin: Spirits of the Past, Follow the Nightingale для игры Tales of Innocence и Tatta Hitotsu no Omoi для Gunslinger Girl -Il Teatrino-.

## Биография

### Ранние годы, дебют в Pony Canyon
Кокиа воспитывалась матерью. В возрасте двух с половиной лет она начала играть на скрипке, но потом предпочла семейное пианино. Зачастую она играла на нём вместо игрушек.
В возрасте 10 лет Кокиа вместе с сестрой Кёко отправились в США для обучения в Летней музыкальной школе (и посетила её ещё раз спустя четыре года). В старшей школе она изучала эстрадный и оперный вокал, а после её окончания училась в известной консерватории Toho Gakuen School of Music.
Когда Кокиа училась в университете, её друг отдал её демо-кассету музыкальному лейблу, и она подписала контракт с Pony Canyon в 1998 году. Свой сценический псевдоним она взяла, написав собственное имя — Акико — наоборот. Кроме того это ещё и название цветка.
Первая выпущенная песня под названием «Для маленького хвостика» (англ. For Little Tail) была использована как открывающая тема в игре для PlayStation Tail Concerto . Первые синглы Кокиа были написаны Тосифуми Хинатой и Ёко Канно. После четырёх синглов, в 1999 году был выпущен дебютный альбом Songbird (с англ. — «Песнь птицы»). Большинство песен, вошедших в него, были написаны самой Кокиа.
До выпуска этого альбома высоких мест в рейтингах релизы не достигали. В этот же раз песня Аригато... (яп. ありがとう..., «Спасибо...») получила известность в Гонконге и заняла третье место на конкурсе 1999 Hong Kong International Popular Song Award (кит. 香港國際流行音樂大赏). Певица из Гонконга Сэмми Ченг (Sammi Cheng) перепела эту песню и включила в свой одноимённый альбом, выпущенный в октябре 1999 года. Песня стала хитом в Гонконге.

### Victor Entertainment
После выпуска дебютного альбома Кокиа не стала продолжать сотрудничество с Pony Canyon. Первое время она работала с компанией «ЯKS» — детищем вокалиста Luna Sea Рюити Кавамурой (Ryuichi Kawamura). В этом сотрудничестве было выпущено пять песен. Релизом альбома занялась Victor Entertainment. В 2001 году было выпущено ещё три сингла.
В Азии Кокиа обрела популярность: её музыка использовалась в азиатских рекламных кампаниях. В 2001 году она приняла участие в двух крупных концертах в Китае: собравшем 30 000 зрителей антинаркотическом концерте совместно с т.н. четырьмя небесными королями (англ. Four Heavenly Kings) кантонской музыки (Джеки Чуном, Энди Лау, Аароном Квоком и Леоном Лаи), а также на предновогоднем концерте в Тайване, на котором присутствовало более 120 000 зрителей. В январе 2002 года Кокиа выпустила второй альбом Trip Trip (с англ. — «Путешествие, путешествие»), который она впервые продюсировала сама. Новый релиз, как и в дебютный альбом, стал весьма популярен в Японии.
В 2003 году Кокиа добилась широкой известности. Её сингл Kawaranai Koto (Since 1976) был использован в качестве темы в телесериале Itoshiki Mono e (яп. 愛しき者へ), и это вознесло её в список пятидесяти самых популярных исполнителей. Однако её наибольшим хитом стал сингл The Power of Smile/Remember the Kiss (рус. Сила улыбки/Помни поцелуй), получивший известность после использования в рекламе компании Kao Corporation. Он попал в рейтинг двадцати в Японии, был признан RIAJ золотым, а сама Кокиа была приглашена для участия в программе Music Station. Следующий альбом — Remember Me (рус. Помни меня) — также занял высокие строчки в рейтинге, и было продано более 45 000 копий.
Песни I Catch a Cold (рус. Я простудилась) и Сирои Юки (яп. 白い雪, Белый снег), написанные ещё во время сотрудничества с Pony Canyon, были использованы в саундтреке популярного китайского кино At the Dolphin Bay в 2003 году. Это было последнее действие Кокиа на китайском музыкальном рынке.
Выпущенный в 2004 году четвёртый альбом Ута га Тикара (яп. 歌がチカラ) имел весьма скромный успех: было продано всего около 20 000 копий. Сингл Юме га Тикара (яп. 夢がチカラ) из этого альбома был официальной мелодией Олимпийской сборной Японии на Олимпиаде 2004 года.
Несмотря на то, что Кокиа исполняла музыку для игр и аниме с самого начала карьеры, лишь в 2006 году такая песня стала популярной. Сингл Ай но мелоди/Тё:ва Ото (яп. 愛のメロディー／調和　ｏｔｏ～ｗｉｔｈ　ｒｅｆｌｅｃｔｉｏｎ～, Мелодия любви/Гармония, Звук) был использован как тема для анимационного фильма Origin: Spirits of the Past, и достиг тридцатой строчки в чарте Oricon.
В феврале 2006 года Кокиа выпустила сборники своих хитов Pearl: The Best Collection и лучших видеоклипов Jewel: The Best Video Collection.

### Anco & Co., France

Кокиа (справа) в 2008 г.

Начиная с 2006 года, Кокиа стала работать на европейском рынке, одновременно сохранив контроль над своими релизами. В январе она дала свой первый европейский концерт, прошедший в Париже, а также выступила на музыкальной выставке MIDEM (Marché International du Disque et de l'Edition Musicale). Pearl был выпущен во Франции и Испании на месяц раньше релиза в Японии.
В январе 2006 года Кокиа, желая получить больше творческой свободы, приняла решение основать собственный лейбл звукозаписи, названный Anco & Co. В ноябре она дебютировала во Франции совместно с компанией-продавцом аниме-продукции Wasabi Records, выпустив свой пятый альбом Аи га кикоеру: Listen for the Love (яп. 愛が聴こえる: Listen for the Love, Любовь можно услышать: Слушай любовь) на полгода раньше японского релиза.
В ноябре 2007 года Кокиа выпустила свой второй успешный связанный с компьютерной игрой сингл — Follow the Nightingale (рус. Следуй за соловьём). Он использовался в игре Tales of Innocence (рус. Сказки невинности).
Большая свобода позволила Кокиа выпускать новые релизы более быстрыми темпами. В 2008 году были изданы три альбома: The Voice (рус. Голос), основанный на ирландских мотивах Fairy Dance: Kokia Meets Ireland (рус. Танец феи) и первый рождественский альбом Christmas Gift (рус. Рождественский подарок). В 2009 году были одновременно выпущены Kokia Infinity Akiko: Balance и Akiko Infinity Kokia: Balance в ознаменование десятилетнего юбилея её творческой деятельности. Также Кокиа совершила мировое турне, в рамках которого посетила Японию, Францию, Ирландию, Польшу, Бельгию и Германию.
Кокиа совершила путешествие в тунискую часть пустыни Сахара, чтобы, по её словам, получить вдохновение для написания одиннадцатого альбома под названием Real World (рус. Настоящий мир).
В рамках европейского турне 2010 года 8 октября 2010 года певица дала свой первый концерт в Москве.

### Личная жизнь
Скрипачка Кёко Ёсида является старшей сестрой Кокиа, также обучавшейся в Toho Gakuen School of Music.
Дед певицы был управляющим японский судостроительной компании. 9 марта 2006 года он умер. Она сняла короткий фильм Одзи:-тян но Тю:рипу (яп. おじいちゃんのチューリップ «Дедушкины тюльпаны») и написала песню «Дедушкин корабль» в его честь.
Кокиа исповедует христианство и с ранних лет посещает воскресные службы. Она пишет много песен о Боге, таких как: Why Do I Sing? (рус. Зачем я пою?), Everlasting (рус. Вечный), Инори ни мо Нита Утсукуси Секаи (яп. 祈りにも似た美しい世界 Музыка как молитва) и Сеи Нару Ёри ни (яп. 聖なる夜に В святую ночь).
Кокиа участвует в гуманитарных акциях. В старшей школе она была членом общества волонтёров, помогавших инвалидам, пожилым и ВИЧ-инфицированным. Она участвовала в концерте против наркотиков, поддерживала японскую организацию социального обеспечения (社会福祉法人) и выпустила специальное благотворительное издание своего сингла в помощь пострадавшим от землетрясения в 2007 году. Это также нашло своё отражение в творчестве: многие её песни несут послания на темы человечности и способах людям жить лучше. Но в первую очередь Кокиа пишет песни о любви и мире.
Певица обожает собак. У неё их было четыре: Донна, Мута, Неро и Титти. Донна и Неро умерли в феврале 2010 года. Кокиа посвятила собакам несколько песен, таких как Сирои Ину то Одору Ёру (яп. 白い犬と踊る夜 Ночной танец с белой собакой) и Say Hi!! («Скажи "Привет"!»), где упоминается, в частности, Донна. Многие из её записей в блоге фокусируются на собаках, которым даже отведена специальная категория.
В  мае 2014 году Kokia вышла замуж.
13 января 2016 года, она родила сына, которого назвала Леонардо.

## Творчество

### Голос
Критики часто хвалят голос певицы за чистоту звучания, называя его хрупким и придыхательным.
В 2004 году, участвуя в телевизионном шоу "Daimei no Nai Ongaku-kai 21" (題名のない音楽会21), Кокиа попыталась побить рекорд Гиннесса по длительности звучания ноты. Во время исполнения 'O Sole Mio она держала ноту 29 с половиной секунд, чего оказалось недостаточным для установления рекорда.

### Написание песен
Начиная со второго альбома, Trip Trip, Кокиа сама пишет все свои песни из альбомов, а также некоторые из тех, что звучат в играх и аниме.
Большинство песен написаны на японском, хотя в них часто встречаются англоязычные части. Иногда она исполняет песни на других языках: на итальянском (Il Mare dei Suoni, Insonnia) и ирландском (Taimse im' chodhadh, Siuil a Run).
Иногда, например в песнях «Тё:ва Ото» (яп. 調和　ｏｔｏ Гармония, Звук) и Follow the Nightingale Кокиа пишет шифрованные тексты. В обеих этих песнях есть слова-перевёртыши (например, nimiunooto denzush, при прочтении наоборот дающая «Oto no umi ni shizunde» (яп. 音の海に 沈んで плавая в море звука)).
Музыкальный критик Иссеи Томисава признался, что Кокиа является одной из его любимых музыкантов.

### Выступления
На концертах Кокиа выступает босиком, хотя это и не всегда заметно из-за длинных платьев.

### Дискография
| - 1999: Songbird - 2002: Trip Trip - 2003: Remember Me - 2004: Uta ga Chikara - 2006: Aigakikoeru: Listen for the Love - 2008: The Voice - 2008: Fairy Dance: Kokia Meets Ireland - 2008: Christmas Gift - 2009: Kokia Infinity Akiko: Balance - 2009: Akiko Infinity Kokia: Balance - 2010: Real World - 2011: Moment - 2013: Where to Go My Love? - 2015: I Found You - 2018: Tokyo Mermaid - 2006: Pearl: The Best Collection - 2008: Kokia Complete Collection 1998-1999 - 2009: Coquillage: The Best Collection II - 2010: Musique a la Carte (альбом каверов) | - 2003: «Kawaranai Koto (Since 1976)» - 2003: «The Power of Smile/Remember the Kiss» - 2004: «So Much Love for You» - 2004: «Yume ga Chikara» - 2006: «Ai no Melody/Chōwa Oto (With Reflection)» - 2007: «Follow the Nightingale» - 2008: «Tatta Hitotsu no Omoi» - 2009: «Karma» |